# 安茹的玛格丽特
安茹的玛格丽特（1430年3月23日—1482年8月25日）是英格兰国王亨利六世的妻子，於1445年 - 1461年和1470年 - 1471年为英格兰王后和1445年 - 1453年间名义上的法兰西王后。瑪格麗特是那不勒斯国王兼安茹公爵勒内一世与洛林女公爵伊莎贝拉的次女，於1430年3月23日出生于隶属法国瓦卢瓦-安茹家族洛林公国的穆松。
玛格丽特是玫瑰战争中蘭開斯特派的主要人物之一。与她同时代的一些人如萨福克公爵称赞“她勇敢无畏的勇气和不屈不挠的精神”，16世纪史学家爱德华·霍尔这样描述她的性格：“这个女人在美貌、风度、才智和政策方面都胜过其他所有人，而且她有勇气，更像是男人，而非女人。”
由于亨利六世经常精神病发作，玛格丽特時常代替他统治王国。1455年5月，她召集排除以約克公爵理查为首的約克派的大国会，这成为历时30年的内战的导火索，十分之九的旧贵族和数千人丧命，其中也包括她的儿子，在1471年的蒂克斯伯里战役中阵亡的威尔士亲王威斯敏斯特的爱德华。
兰开斯特军于1471年5月在蒂克斯伯里战败后，玛格丽特被获胜的约克军所俘，1475年被表兄法国国王路易十一赎回，作为其穷亲戚在法国度过余生，享年52岁。

## 家庭

### 童年
1430年3月23日，玛格丽特生于法王室支系瓦卢瓦-安茹家族管下的法国东部神圣罗马帝国封地洛林公国的穆松。玛格丽特是那不勒斯国王和安茹公爵勒内一世与洛林女公爵伊莎贝拉的次女。她有五个兄弟和四个姐妹，及其父与情妇所生的三个兄弟姐妹。她被称作“好国王勒内”的父亲是安茹公爵和名义上的那不勒斯、西西里和耶路撒冷国王，被描述为“有很多王冠但没有一个王国的人”。玛格丽特在洛林的圖爾受洗，由其父的老护士蒂奥法尼·拉马日纳照看，早年在普罗旺斯的罗纳河上的塔拉斯孔城堡和近于西西里王国那不勒斯的卡普亚的老王宫度过。她的母亲负责她的教育，并安排她和教育她的兄弟们的学者安托万·德拉萨莱一起上课。童年的玛格丽特被称作“小家伙”。她对法国的爱情故事和打猎很感兴趣。
她的家族包括了几位显赫的女性，她们在政治、战争和行政管理中作为摄政者和女领主行使权力。她的母亲，洛林的伊莎贝尔，在丈夫1431-1432和1434-1436年间被勃艮第公爵好人腓力囚禁期间代表他作战，并以自己的权利统治着洛林公国；她的祖母，阿拉贡的尤兰达，在玛格丽特还是个孩子的时候，作为她的儿子的摄政统治安茹公国，驱逐英格兰的军队并支持被剥夺继承权的法国太子。有人认为，她家庭的例子为她后来作为儿子的摄政所采取的行动提供了先例。西欧对女性行使权力的态度与英格兰不同，当时的英格兰更反对女性行使权力。

### 婚姻、割让曼恩和随后的统治
玛格丽特于1444年5月4日在图尔会见了英格兰使节，讨论了她和亨利六世的婚事。5月24日，她通过代理人正式与亨利订婚。在百年战争的最后，可能将这场婚姻作为英法谈和的一部分的她的姑父法兰西国王夏尔七世也在场。这场婚姻主要是由萨福克公爵威廉·德拉波尔协商达成的，协议包括一笔非常小的嫁妆，由2万法郎和玛格丽特通过母亲的未得认可的对被阿拉贡王国占领数世纪的马约卡和米诺卡的领土的宣称权组成。该婚约也包含了与法国停战23个月的承诺。人们对这桩婚姻是否明智众说纷纭，但普遍的理解是，这代表了一种真正的和平努力。

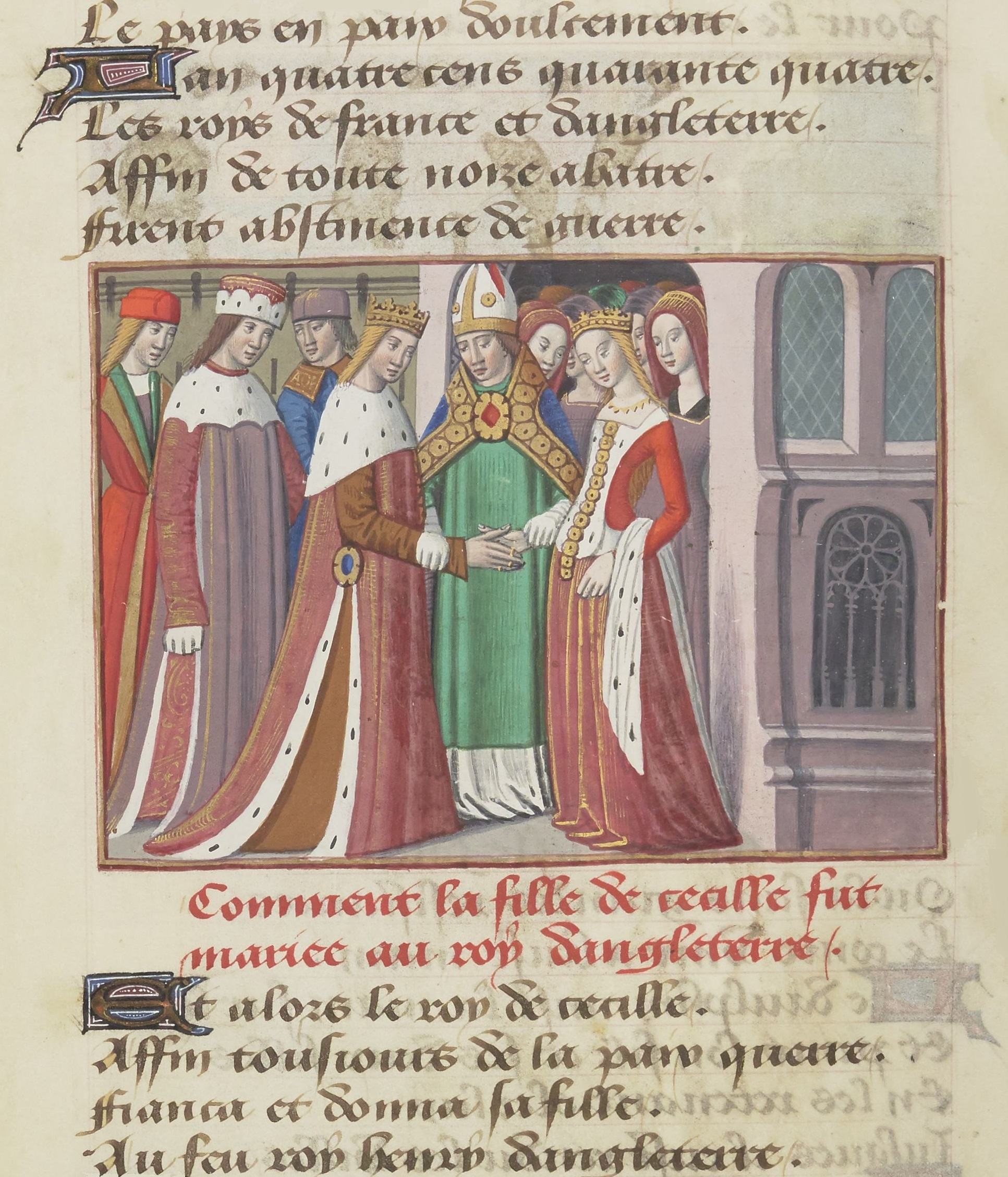
由马提亚尔·奥弗涅所作的微缩画《夏尔七世之夜》中描绘的亨利六世和安茹的玛格丽特的婚姻

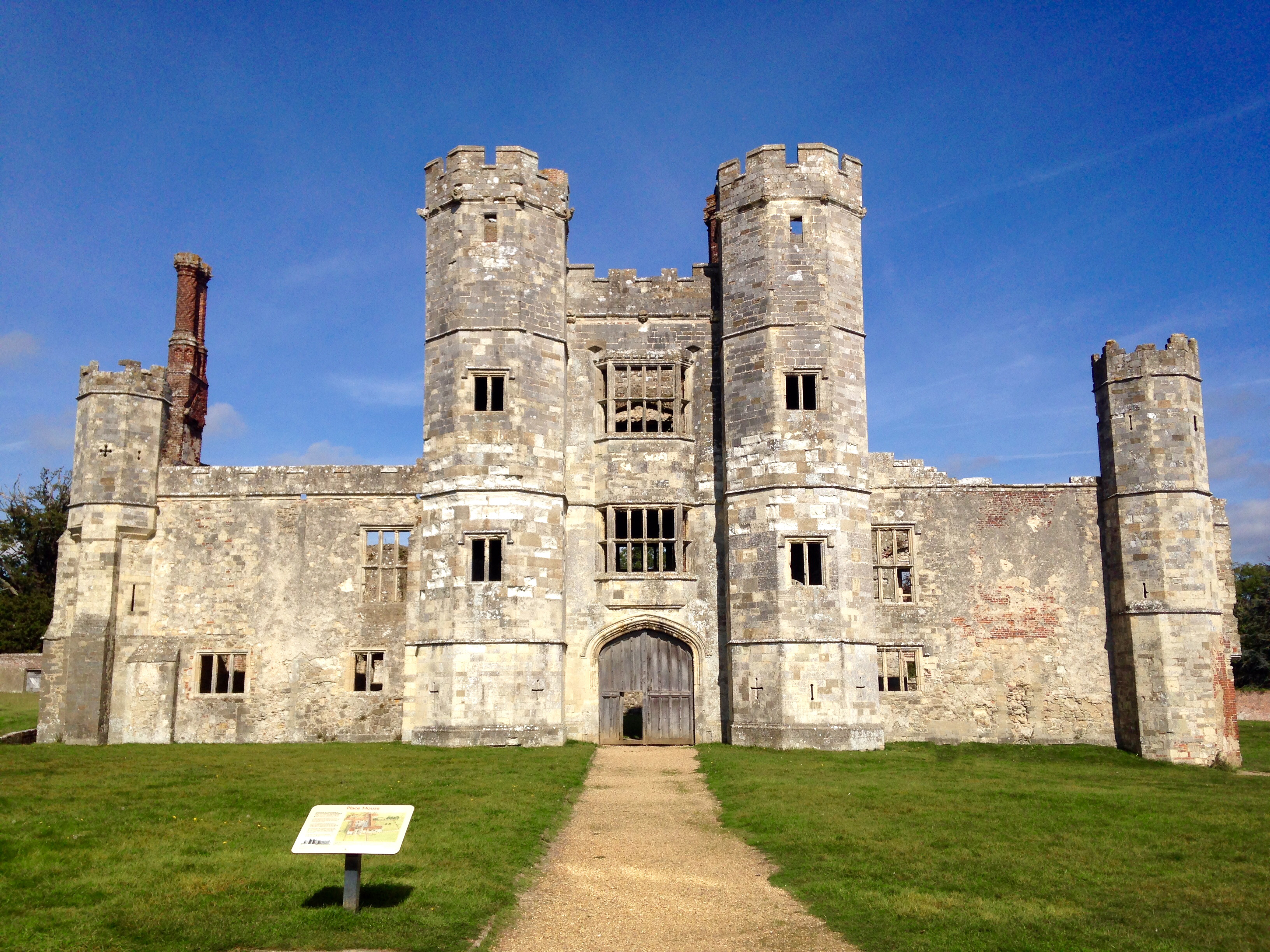
2014年的蒂奇菲尔德教堂

政府贷款以支付运送玛格丽特前往英格兰的大笔费用。贷款请求强调了这段婚姻以及玛格丽特本人在寻求与法国和平方面的作用。这是贯穿她婚礼筹备过程的主题。她于1445年4月9日抵达英格兰，并在众多贵族和朝臣的陪同下前往伦敦。她于5月28日抵达伦敦，在那里她见到了伦敦市长和市议员。预计她到达时和游行的人数如此之多，5月8日伦敦被下令对屋顶和阳台进行检查，因为预期观众们会利用它们作为观看她前行的有利位置。
她穿过城市的仪式持续了两天，按照惯例，最中间的一夜是在伦敦塔度过的。这一过程伴随着八场戏剧盛会。其中有五场是关于与法国的和平，把玛格丽特塑造成和平的象征或代理人。另三场谈到了她作为一个救赎者和代祷者的精神角色。不详这些盛会代表的是王室的宣传努力还是反映了民众的情绪。
1445年4月23日，玛格丽特在汉普郡的蒂奇菲尔德教堂嫁给亨利六世。她15岁，他23岁。5月30日，玛格丽特在威斯敏斯特教堂由坎特伯雷大主教约翰·斯塔福德加冕为英格兰王后。那些预计英格兰对法国领土的宣称权会被归还的人相信，她已经明白自己有义务热心保护王室的利益。婚礼和她的交通费用非常昂贵，据一些历史学家估计超过5,000英镑。
加冕后不久，安茹的勒内进入了与英格兰王室的谈判，试图确立终身联盟和20年的休战换取英格兰控制的曼恩领地被割让给安茹，以及亨利同意放弃对安茹的宣称权。最终协议没有与安茹结盟，但割让了曼恩。玛格丽特和亨利一起就协议与夏尔七世进行了密切通信，试图充当调解人。
曼恩的失去被认为是一种背叛，英格兰公众对此极不满，他们已经因为玛格丽特的法国血统而倾向于不信任她。威廉·德拉波尔因在谈判中的角色而被谴责，玛格丽特的婚姻的声誉也因此受损，尽管她本人并没有公开为曼恩丢失受到谴责。
在他们结婚的最初几年，在亨利生病之前，玛格丽特和亨利在一起的大部分时间都是自愿的。他们对教育和文化有共同的兴趣。1448年3月30日，她被授予成立许可证，建立剑桥大学王后学院。在1453年之前，几乎没有证据表明她意图介入公共政治。她现存的大部分信件都是在这一时期写的，而且大多数都是关于她按要求实施的调解和干预行为，如安排婚姻、归还被非法占有的财产，以及收集救济金。这些都被认为是贵族女人或王后的重要角色。一些成功了，而另一些则被认为是专横的或考虑不周的；有一次，她推荐一个名叫亚历山大·曼宁的人担任纽盖特监狱的狱卒；不久之后，他为了抗议自己被谣传因疏忽而被解职而将囚犯们放走，然后自己被判入狱。

### 产子
相比于战事，亨利对宗教和学习更感兴趣，他不是一个成功的国王。亨利早年的作为完全由保护人和权贵这些实际上的摄政们作主，他在婚前精神已经不稳定，当1453年10月13日他们的独子威尔士亲王威斯敏斯特的爱德华出生时，亨利已经精神完全崩溃。
玛格丽特为人虽然有攻击性且偏护、封建、易怒，但在抚养儿子时表现得很有修养，也和丈夫分享学习的乐趣，于1448年资助创立了剑桥大学王后学院。

## 内战前奏

### 玛格丽特和约克公爵的敌对
玛格丽特起初离开伦敦，在格林尼治的普拉森舍宫退居并照顾年幼的儿子，并未表现出政治意愿，直到她沮丧地得知野心勃勃的第三代约克公爵理查在亨利六世精神失常的1453 - 1454年间被任为护国公。约克要求王位，当他的摄政任期将满时，很多贵族都支持他对王位的要求。约克有野心且能干，亨利（被腐败的顾问包围）轻信且柔顺，情况越来越不稳定；玛格丽特本人的名声并不好，却坚决而大胆地决定为了自己的子孙后代捍卫丈夫的王冠。有学者认为兰开斯特王朝最终垮台与其说是约克派的野心所致，不如说是由于玛格丽特对约克欠思考的敌意，及对名声不好的盟友过于放纵。总之，在当时的政界，玛格丽特王后是一股有力的力量，当她想采取行动时，亨利如同被她置于鼓掌之间。
给玛格丽特作传的海伦·毛勒却不同意早期史学家的观点，认为他们夸大了约克摄政期间和王后的矛盾。她认为他们的矛盾是在2年后1455年第一次圣奥尔本斯战役后开始的，从此玛格丽特将约克视为挑战王权者。根据海伦的研究，15世纪50年代早期玛格丽特曾给约克和埃德蒙·博福特（索默塞特）送了很多礼物，证明她当时对他俩都有好感。海伦还认为玛格丽特支持约克摄政、亨利六世康复后约克派被排除出大国会之事并非像人们长期认为的那样是玛格丽特的责任（见下）。
后来的学者和史学家保罗·穆雷·肯德尔则坚持，玛格丽特的盟友埃德蒙·博福特（索默塞特）和萨福克伯爵威廉·德拉波尔很轻松地就说服她，当时已成为得到亨利六世信任的顾问之一的约克使她名声不佳，且大权在握不可信任。玛格丽特不仅说服亨利把约克从法兰西总督的位置上召回来放逐到爱尔兰，还试图在他往返于爱尔兰和英格兰之间时暗杀他（1449年和1450年各一次）。埃德蒙·博福特（索默塞特）和萨福克要对1448年曼恩的秘密投降负责，1449年诺曼底的剩余部分也丢失了，这使玛格丽特和亨利的朝廷陷入骚乱，贵族起事，要求弹劾和处决这两个玛格丽特最强有力的盟友。约克就此得到下议院的认可，这使玛格丽特和约克派的大战不可避免。1450年，约克从爱尔兰安然返回，面见亨利，重新成为一名受信任的顾问。不久，亨利同意召开议会，进行改革。议会召开后，提出的要求让玛格丽特不能接受：不但埃德蒙·博福特（索默塞特）和萨福克将因为在法国事务上失策和颠覆正义而受到弹劾，已成为公爵的萨福克还被指控对抗国王和约克。这些改革措施还要求约克成为国王的第一委员，下院议长甚至热切到愚蠢地提出让约克当王储。几个月内，玛格丽特重新控制了亨利六世，解散议会，将下院议长投入监狱，约克在威尔士退隐。

## 玫瑰战争

### 早期军事行动

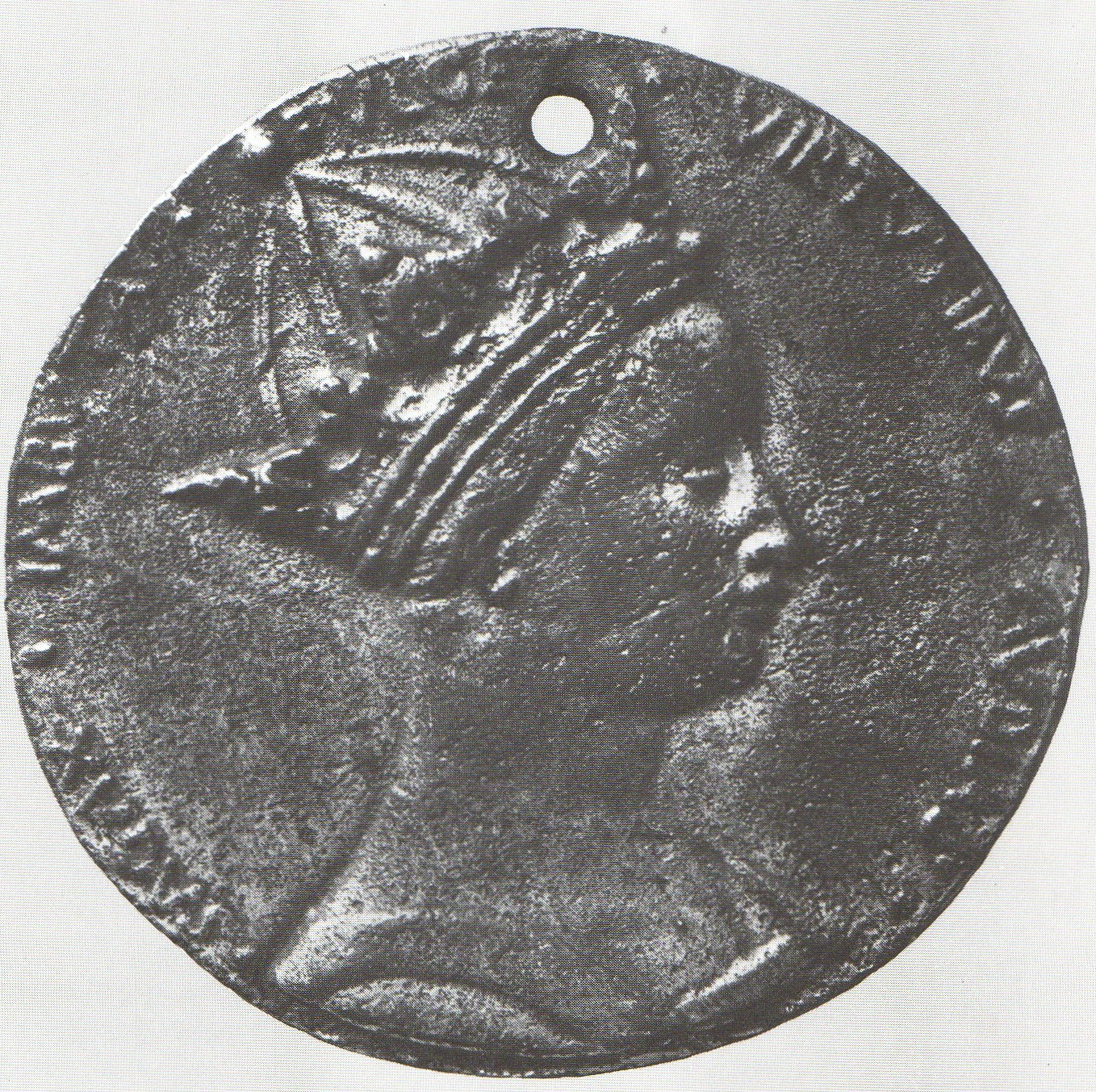
安茹的玛格丽特肖像奖章，由皮埃特罗·迪·马蒂诺·达米拉诺创作，1463年

1455年，约克派和兰开斯特派之间的敌对关系升级为武装冲突，矛头直指约克公爵，这被视为玫瑰战争的开端。在战争中，随着丈夫地位的恶化，玛格丽特发挥了决定性的领导作用。5月，距离亨利六世从精神病中康复、约克结束摄政才5个月，玛格丽特和亨利召开大国会，排除约克派。这次国会召集贵族到莱斯特集会，目的是保护国王不受敌人的攻击。约克担心议会的目的是摧毁他，于是做好了战斗准备，很快向南进军，迎接向北进军的兰开斯特军队。在5月22日的第一次圣奥尔本斯战役中，兰开斯特军惨败。埃德蒙·博福特（索默塞特）、诺森伯兰伯爵、克利福德男爵被杀，威尔特从战场逃跑，亨利被得胜的约克公爵俘虏。1458年3月，她和丈夫和交战派系的领衔贵族们一同参与了伦敦的爱日游行。在1459年的布洛希思之役中，双方的敌意仍在延续，第五代奥德利男爵詹姆斯·图切特被第五代索尔斯伯里伯爵理查·内维尔率领的约克军击败杀死。
1457年，英格兰再次震动，有权势且追随玛格丽特的法国将领皮埃尔·布雷热被发现率领四千法军从翁弗勒尔出发登陆英格兰海岸，烧毁了桑德维奇，想趁英格兰国内混乱捞一把。桑德维奇市长约翰·德鲁里被杀。从此，桑德维奇建立了一项传统，市长穿黑袍以纪念这次卑鄙行为。因为布雷热的缘故，玛格丽特成为下流的流言和粗野的民歌的攻击对象。由于民众的不满太过激烈，玛格丽特极不情愿地任用约克的内侄子沃里克伯爵理查·内维尔保护海域，任期三年。这时沃里克已经担任加来将军。
当玛格丽特在苏格兰为兰开斯特派寻求支持时，1460年12月30日，她的主帅索默塞特公爵亨利·博福特在韦克菲尔德战役中击败约克和索尔斯伯里的联军，约克和索尔斯伯里都被杀，悬首约克城门。由于玛格丽特正在苏格兰，处决他们的决定不可能是她做出的。1461年2月17日，玛格丽特在亲自参与的第二次圣奥尔本斯战役中击败沃里克伯爵，救回了丈夫亨利六世。战后，她下令处决两位约克派战俘——忠诚的兰开斯特派德文伯爵的敌人威廉·邦维尔男爵和托马斯·基列尔爵士。两人都看守被沃里克俘虏的亨利国王，在战斗中不让他受到伤害。国王答应赦免二人，但玛格丽特仍然否决了，下令斩首他们。据说她在儿子陪同下审判这两人。“好儿子，”她问，“这些骑士应该怎样死？”爱德华王子称他们应该被砍头，不顾国王求情。

### 旅居法国
但在3月29日的陶顿战役中，兰开斯特派被约克之子未来的爱德华四世国王所败，后者废黜亨利六世，登基称王。为了让儿子得到继承权，玛格丽特携子逃往威尔士、苏格兰、法国，和表兄法国国王路易十一结盟，并在其撮合下与沃里克伯爵结盟，此时因为爱德华四世娶伊丽莎白·伍德维尔，沃里克失宠，希望对爱德华予以报复以挽回政治影响。为了巩固联盟，爱德华王子娶了沃里克的女儿安妮·内维尔。玛格丽特坚持要求沃里克先期回英格兰证明他的立场。1470年10月3日，沃里克短暂复辟了亨利六世。

### 最终兵败蒂克斯伯里
然而，当玛格丽特携儿子和儿媳（安妮）返回英格兰时，形势已经倒向约克派，沃里克已于1471年4月14日的巴内特战役中被回国的爱德华四世所杀。5月4日，玛格丽特被迫率军参加蒂克斯伯里战役，战败，她17岁的独子爱德华被杀。爱德华身亡的具体情况不明，不知是战死还是在战役结束后被克拉伦斯公爵乔治所杀。虽然她在过去10年曾赢得“侵略性、冷酷”的称誉，但此时随着战败和儿子的身亡，她已意志消沉。在战役的尾声，她被威廉·斯坦利俘虏，被爱德华四世下令囚禁在沃林福德城堡，后转移到更安全的伦敦塔。亨利六世也在蒂克斯伯里战役后被囚禁于伦敦塔并在5月21日夜去世，死因不明，被怀疑遇弑，特别是在睡梦中被闷死。1472年，玛格丽特被前侍女萨福克公爵夫人爱丽丝·乔叟监管，直至1475年被路易十一赎回。

## 晚年和去世

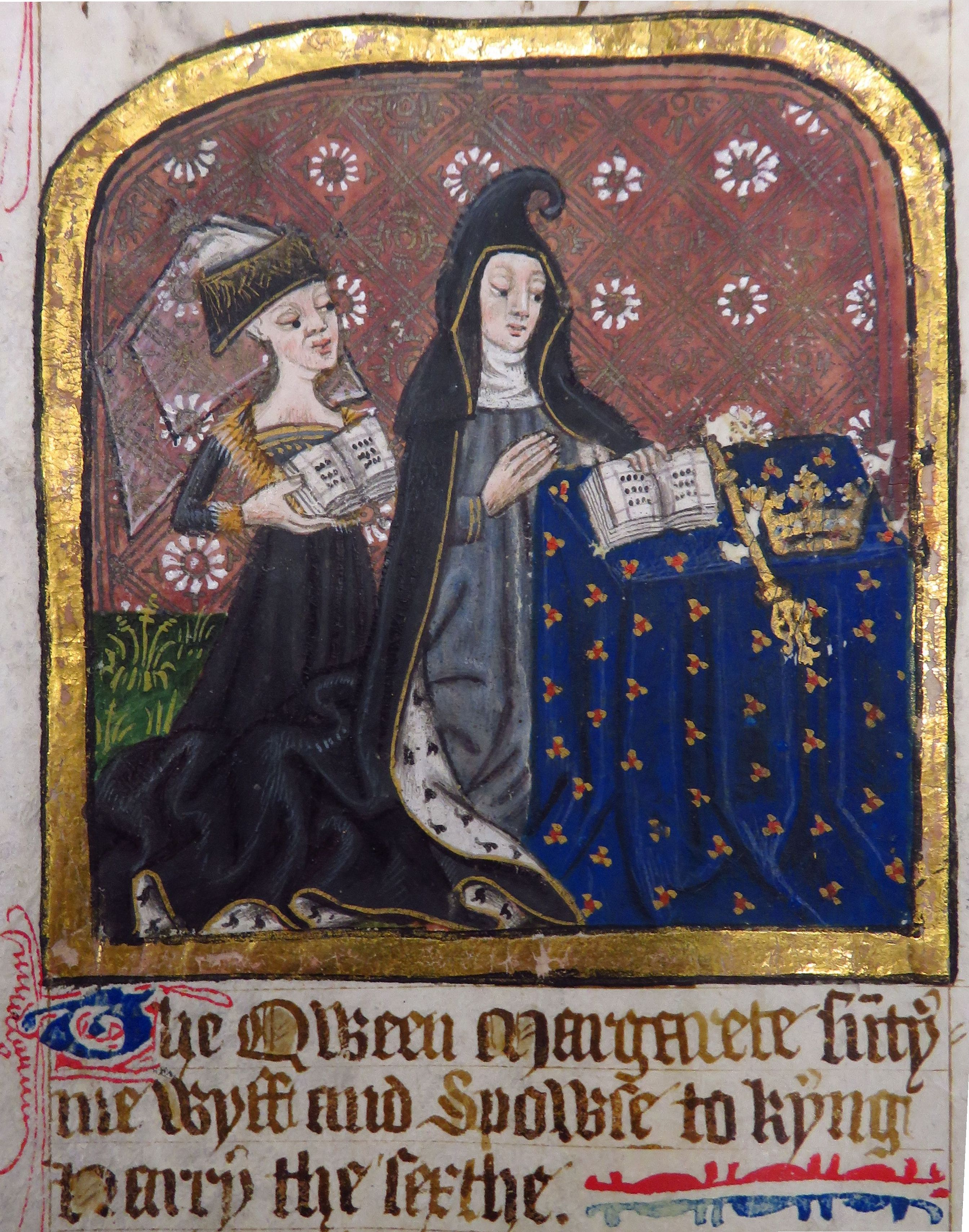
玛格丽特出现在1422年出版的《斯金纳公司书籍》中的一幅插图中。1475年，它被列入圣母兄弟会的花名册。

作为国王的表妹，玛格丽特在法国度过了最后的七年时光。玛格丽特通常在信的开头写“王后亲笔（By the Quene，其中Quene不是笔误而是玛格丽特特有的签名）”。她由弗朗西斯·德维尼奥尔斯招待，1482年8月25日，在安茹他的卢瓦尔河畔丹皮尔城堡在赤贫中去世，享年52岁，安葬在昂热大教堂她父母身边。在1789年的法国大革命中，她的遗体遭到毁坏。

## 遗产
现存有很多玛格丽特作为王后时所写的信件。有一封信是写给伦敦公司的，内容是关于她在恩菲尔德的庄园的佃户受到的伤害，该庄园是她嫁妆的一部分；还有一封信是写给坎特伯雷大教堂的。这些玛格丽特以“王后（Quene）亲笔”开头的信件被收集在塞西尔·蒙罗于1863年在卡姆登协会出版的一本著作中。
后来成为她敌对国王爱德华四世的王后的伊丽莎白·伍德维尔（约生于1437年）据说当时是她的侍女。但对史学家来说，此事证据不足，当时在玛格丽特的宫廷有数名叫伊丽莎白·格雷或伊莎贝拉·格雷的妇女。

## 小说形象

### 在威廉·莎士比亚著作
玛格丽特是莎士比亚的历史剧四部作《亨利六世》上、中、下和《理查三世》的主要角色。她是唯一在四部剧中都活着出场的角色，但为了让戏剧的长度符合现代观众的口味，她的许多台词通常被删掉。莎士比亚将玛格丽特描绘成一个聪明、冷酷的女人，轻易主导丈夫，猛烈地与敌人争夺权力。在《亨利六世》（中）中，玛格丽特和萨福克公爵产生暧昧，并随身携带他断裂的头颅以哀其死。在《亨利六世》（下）中，约克公爵有句名言称她“她是法国的狼/但比法国的狼更坏/她的舌头比蝰蛇的牙齿更毒！”她在羞辱性地嘲讽约克公爵后在战场上手刃之，而在儿子爱德华在她面前被杀时变得自我毁灭。尽管事实上她在丈夫和儿子死后在英格兰之外度过余生，莎士比亚却安排她在《理查三世》中重返宫廷。玛格丽特成为卡珊德拉式的女先知；首次出场，她便戏剧性地为绝大多数贵族在兰开斯特王朝的垮台中所扮演的角色而诅咒他们。她所有的诅咒都随着那些贵族遭格洛斯特公爵理查背叛和处决而实现了，且每个人在被处决前都忆起她的诅咒。莎士比亚曾著名地描述玛格丽特：“无论你的性别有多不合适/像亚马逊娼妓一样胜利/在被运气迷惑的人的困境上。”
玛格丽特在莎士比亚戏剧中的突出地位使许多剧作家以她为中心，根据她为主角的戏剧来诠释这个故事。由伊丽莎白·谢弗和菲利普·凯利改编的《安茹的玛格丽特》于2016年在伦敦由乔夫戏剧公司演出，2018年，由《亨利六世》三部曲和《理查三世》改编而成的《玫瑰之战》由埃里克·廷和菲利帕·凯利在加利福尼亚莎士比亚剧院主演，使玛格丽特备受瞩目。2018年，曼彻斯特的皇家交易所剧院（Royal Exchange Theater）首演了《玛格丽特王后》并用剧作家珍妮·奥黑尔的附加材料用了玛格丽特在四部剧中说的所有台词。

### 在历史小说中
安茹的玛格丽特在很多历史小说出现。
作为主角的：
- 让·普莱迪《安茹的红玫瑰》
- 苏珊·希金博桑《王后——最后的指望》
- 凯瑟琳·霍金《血和玫瑰》

玛格丽特在以下影片中也作为次要或小角色出现：
- 菲利帕·格雷戈里《里弗斯家的女主人》
- 菲利帕·格雷戈里《造王者的女儿》
- 沃尔特·斯科特爵士《盖尔斯坦的安妮》

### 在电视剧中
- 1965年—1966年拍摄的戏剧作系列《玫瑰战争》中，玛格丽特在第7/11集出场，由佩吉·阿什克羅福特扮演。[48]
- 在2013年BBC电视剧《白王后》中，费勒·巴滕斯（英语：Veerle Baetens）扮演安茹的玛格丽特。[49]
- 在2012—2016年BBC改编莎士比亚历史剧《空王冠：玫瑰战争》中，玛格丽特由索菲·奥科内多扮演。[50]

### 在歌剧中
- 以莎士比亚作品为基础改编的关于安茹的玛格丽特的一生及其与格洛斯特公爵理查（即后来的英格兰国王理查三世）之间关系的虚构事件，构成了作曲家贾科莫·梅耶贝尔最早获得国际成功的歌剧《安茹的玛格丽塔》（1820年）的创作基础。

### 其他
- 安茹的玛格丽特在第一代利顿男爵爱德华·巴尔沃-利顿于1843年所著《最后一位男爵》中扮演重要角色。
- 安茹的玛格丽特是巴纳比·罗斯1966年所著小说《激昂的王后》的主角。巴纳比·罗斯为一出版商的品牌，为包括该小说作者唐·特雷西在内的不同作者的历史小说署名。
- 安茹的玛格丽特为贝蒂·金于1974年所著传记小说《安茹的玛格丽特》的主角，为受人同情的形象。
- 安茹的玛格丽特为莎伦·凯·彭曼于1982所著小说《光辉的太阳》前期部分的主要角色，直至蒂克斯伯里战役。
- 安茹的玛格丽特为阿兰·萨维奇于1994年所著小说《狮子的王后》的主角，该作的描述想象她具有非常积极的性生活。
- 安茹的玛格丽特为安妮·鲍尔斯所著历史浪漫小说《王室的配偶们》的主角之一。
- 安茹的玛格丽特为鲁思·S. 佩罗于2000年所著小说《红王后》主角。
- 安茹的玛格丽特为孔恩·伊格尔登玫瑰战争三部曲中的2013年小说《雷鸟》和2014年小说《血统》的主角之一。
- 安茹的玛格丽特出现在2014年利维·迈克尔关于安茹的玛格丽特和未来亨利七世之母玛格丽特·博福特和玫瑰战争的小说《继承》中。

她也是R. F. 德尔德菲尔德的关于德文郡一所公立学校的一位威尔士校长从第一次世界大战到1940年代的“不列颠战役”的经历的小说《To Serve Them All My Days》的虚构主角大卫·鲍莱特-琼斯的虚构传纪《王室的母老虎》的主角。德尔德菲尔德以大卫·鲍莱特-琼斯的人格很好把握了玛格丽特的一生和玫瑰战争，书中的内容和发展给读者提供了对主叙述而言的一种有趣的次要情节。
她在德国历史小说《国王的游戏》（涵盖1455年—1485年，从第一次圣奥尔本斯战役到博斯沃思平原战役）中被作者丽贝卡·加布莱描述。
2020年，菲利帕·斯特法尼在基于《玫瑰战争》的音乐剧《母亲的战争》的演员录音中饰演安茹的玛格丽特。